# ماتشالا
ماتشالا (بالإسبانية: Machala)‏ هي مستوطنة تقع في الإكوادور في كانتون ماتشالا. يقدر عدد سكانها 207.09 كم2 وترتفع عن سطح البحر 6 متر.

## المناخ
يظهر الجدول التالي التغييرات المناخية على مدار السنة لماتشالا:
| البيانات المناخية لـماتشالا       | البيانات المناخية لـماتشالا | البيانات المناخية لـماتشالا | البيانات المناخية لـماتشالا | البيانات المناخية لـماتشالا | البيانات المناخية لـماتشالا | البيانات المناخية لـماتشالا | البيانات المناخية لـماتشالا | البيانات المناخية لـماتشالا | البيانات المناخية لـماتشالا | البيانات المناخية لـماتشالا | البيانات المناخية لـماتشالا | البيانات المناخية لـماتشالا | البيانات المناخية لـماتشالا |
| الشهر                             | يناير                       | فبراير                      | مارس                        | أبريل                       | مايو                        | يونيو                       | يوليو                       | أغسطس                       | سبتمبر                      | أكتوبر                      | نوفمبر                      | ديسمبر                      | المعدل السنوي               |
| --------------------------------- | --------------------------- | --------------------------- | --------------------------- | --------------------------- | --------------------------- | --------------------------- | --------------------------- | --------------------------- | --------------------------- | --------------------------- | --------------------------- | --------------------------- | --------------------------- |
| متوسط درجة الحرارة الكبرى °م (°ف) | 30.4 (86.7)                 | 30.9 (87.6)                 | 31.0 (87.8)                 | 31.1 (88.0)                 | 29.8 (85.6)                 | 27.8 (82.0)                 | 27.0 (80.6)                 | 26.6 (79.9)                 | 27.0 (80.6)                 | 26.9 (80.4)                 | 28.0 (82.4)                 | 29.7 (85.5)                 | 28.9 (83.9)                 |
| متوسط درجة الحرارة الصغرى °م (°ف) | 22.6 (72.7)                 | 22.8 (73.0)                 | 22.9 (73.2)                 | 23.1 (73.6)                 | 22.7 (72.9)                 | 21.5 (70.7)                 | 20.8 (69.4)                 | 20.1 (68.2)                 | 20.2 (68.4)                 | 20.7 (69.3)                 | 21.0 (69.8)                 | 21.8 (71.2)                 | 21.7 (71.0)                 |
| معدل هطول الأمطار مم (إنش)        | 71 (2.8)                    | 111 (4.4)                   | 116 (4.6)                   | 69 (2.7)                    | 24 (0.9)                    | 14 (0.6)                    | 12 (0.5)                    | 11 (0.4)                    | 11 (0.4)                    | 16 (0.6)                    | 13 (0.5)                    | 21 (0.8)                    | 489 (19.2)                  |
| المصدر: Climate Data              |                             |                             |                             |                             |                             |                             |                             |                             |                             |                             |                             |                             |                             |

## أعلام
- آنخل فيرنانديز
- لويس ميغيل غارسيس
- نيكولاس أسنسيو
- ميركا كابريرا
- غابرييل أتشيلير